# 訴願法
訴願法為中華民國的一部行政法典，屬於行政程序，與行政訴訟法共同構成行政爭訟制度。

## 沿革
- 1911年《中華民國臨時約法》頒布，該法第8條規定：「人民有陳訴於行政機關之權。」係中華民國訴願制度法制化之始。
- 1914年《中華民國約法》將人民之「陳訴權」改為「訴願權」，7月20日北洋政府制定公布《訴願條例》。
- 1930年3月24日國民政府制定公布《訴願法》，全文14條。
- 1937年1月8日國民政府修正公布《訴願法》，全文13條。
- 1970年12月23日總統令修正公布《訴願法》，全文28條。
- 1998年10月28日總統令修正公布《訴願法》，全文101條。[1]

## 內容
《中華民國憲法》第16條規定「人民有請願、訴願及訴訟之權」，故訴願乃憲法所保障之人民基本權利。《訴願法》第1條規定：「人民對於中央或地方機關之行政處分，認為違法或不當，致損害其權利或利益者，得依本法提起訴願。但法律另有規定者，從其規定。各級地方自治團體或其他公法人對上級監督機關之行政處分，認為違法或不當，致損害其權利或利益者，亦同。」《訴願法》第2條第1項規定：「人民因中央或地方機關對其依法申請之案件，於法定期間內應作為而不作為，認為損害其權利或利益者，亦得提起訴願。」由此可知，訴願係一種正式之權利救濟途徑。

### 訴願要件
依照《訴願法》之規定，提起訴願之要件如下：

#### 訴願主體
由訴願法第18條規定：「自然人、法人、非法人之團體或其他受行政處分之相對人及利害關係人得提起訴願。」及訴願法第1條規定可知，自然人、法人、非法人團體及各地方自治團體或其他公法人等行政處分相對人或利害關係人，為提起訴願之主體。

#### 訴願客體
依訴願法第1條及第2條可知，訴願客體乃違法或不當之行政處分，或者對於人民依法申請之案件，於法定期間內應作為而不作為之違反義務情形。

#### 訴願利益
依訴願法第1條及第2條可知，提起訴願之人，須該違法或不當之行政處分致損害其權利或利益。撤銷案例：2014年7月28日交通部訴願決定書「交訴字第1030018490號」。

#### 訴願管轄
依訴願法第4條規定，提起訴願之對象，係向有管轄權之機關提起，通常為原處分機關之上級機關。

#### 訴願期間
依照訴願法第14條規定，訴願之提起，應自行政處分達到或公告期滿之次日起三十日內為之。

#### 訴願格式
依訴願法第56條規定可知，訴願應具訴願書，並載明該條所列事項及附上相關附件。

## 外部連結
- 訴願法 （页面存档备份，存于）